# Садху Харидас
Садху Харидас — аскет, хатха-йогин, факир, индуистский святой, якобы обладавший способностью полностью контролировать свое тело, используя силу своего разума, и энергию кундалини. Знаменитым он стал после добровольного погребения, совершённого в 1837 году, проходившее без еды и воды в течение сорока дней. Считается, что погребение было совершено при дворе махараджи Ранджита Сингха в Лахоре, Пенджаб, Индия (ныне территория Пакистана).

## Добровольное захоронение
В 1837 году Харидас якобы был добровольно похоронен в присутствии махараджи, работников его двора, французских и британских врачей. Он принял сидячее положение и был накрыт накидкой. Затем его поместили в большой деревянный ящик, который запечатали заклёпками. После, ящик переместили в специально построенный кирпичный склеп. Ящик был засыпан землёй, а наблюдал за местом захоронения отряд охраны магараджи: четверо часовых охраняли его днем и восемь ночью. В таком положении Харидас пробыл сорок дней. По истечении этого срока, Садху достали из склепа, во время процесса извлечения тела вновь присутствовали махараджа, работники его двора, французские и британские врачи. Его, на первый взгляд, безжизненное тело было омыто горячей водой, помассировано, а на веки и язык нанесли топленое масло; на удивление, через некоторое время после данных манипуляций, Садху Харидас пришел в себя.
По словам сэра Клода Мартина Уэйда, британского резидента при дворе Махараджи: «С момента открытия ящика до восстановления голоса Садху Харидаса прошло не более получаса; и еще через полчаса Садху свободно, хотя и измотано, разговаривал со мной и теми, кто его окружал. Затем мы оставили его, но были убеждены, что в событии, свидетелями которой мы стали, не могло быть никакого сговора или мошенничества».
В отчете, в качестве объяснения итогов эксперимента, предлагается процесс гибернации, а так же «выражается сожаление по поводу того, что до и после захоронения не был отмечен точный вес Харидаса».
Но стоит отметить тот факт, что многие фокусники и эскейпологи заявили, что считают это «погребение» ложью, шарлатанством и обманом.